# Hôtel de Condé (Châteauroux)
Pour l’article homonyme, voir Hôtel de Condé (homonymie).
L'hôtel de Condé est un hôtel particulier situé dans la ville de Châteauroux dans l'Indre.
Les façades et les toitures sont inscrites au titre des monuments historiques par arrêté du 13 février 1975.

## Histoire
Construit au XVIIe siècle, l’hôtel est de conception classique. 